# Лучия Терцани
Лучѝя Терцàни (на италиански: Lucia Terzani), известна и като Лучия от Торджано или Лучия от Торшано (Lucia da Torgiano, Lucia da Tosciano; * 1380, Торджано, Италия; † 1461, Милано, Миланско херцогство), е метреса на кондотиера Муцио Атендоло Сфорца.

## Брак и потомство
Тя ражда осем деца от кондотиера Муцио Атендоло Сфорца (* юни 1369, Котиньола; † 4 януари 1424, Пескара):
- Франческо Сфорца (* 6 или 8 март 1401, Сан Миниато; † 1466, Милано), господар и херцог на Милано; ∞ 1. 19 октомври 1418 в Неапол като втори съпруг за Полисена Руфо (* 1400; † 17 юли 1420, Кариати), 1-ва принцеса на Росано и графиня на Кориляно и Монталто, от която има 1 дъщеря ∞ 2. април 1424 за Мария Джулия Калдора (* сл. 1400; † 1481, Мелфи), чрез брак херцогиня на Мелфи и Веноза, чрез брак графиня на Авелино, баронеса на Фридженто и господарка на Леонеса и Сан Феле, от която няма деца ∞ 3. 23 февруари 1432 (годеж), 25 октомври 1441 в църквата „Сан Сигизмундо“ в Кремона за Бианка Мария Висконти (* 31 март 1425, замъка на Сетимо Павезе; † 23 октомври 1468, Меленяно), узаконена дъщеря и единствена наследница на Филипо Мария Висконти, херцог на Милано, и на метресата му Аниезе дел Майно. Носи като зестра на Франчесо Понтремоли и Кремона, и обещанието да стане наследник на Миланското херцогство. Имат 6 сина и 2 дъщери. Има неопределен брой извънбрачни деца (историците потвърждават 35 деца)
- Елиза Сфорца (* 1402, Чиголи; † 1476, Каяцо), ∞ 1412 за Леонето Сансеверино от господарите на Каяцо
- Алберико Сфорца (* 1403; † 1423, Аверса)
- Антония Сфорца (* 1404; † 1471, Милано), ∞ 1. 1417 за Ардицоне да Карара (* Падуа; † септ. 1441, Монтемарано) от господарите на Падуа, господар на Асколи Пичено, Чивитела дел Тронто и Офида, от когото има 1 дъщеря ∞ 2. 1442 г. за Манфредо да Барбиано (* Барибиано; † 1430, Мантуа), кондотиер, граф на Копертино и Кунио и сеньор на Бишелие, Казамасима, Кастел Болонезе, Конселиче, Конверсано, Джовинацо, Луго, Трани и Виньола
- Леоне Сфорца (* 1406, Кастелфиорентино; † 1440, Караваджо), кондотиер в армията на Франческо Сфорца; ∞ 1436 за Марсобилия, дъщеря на Корадо III Тринчи, последен господар на Фолиньо
- Джовани Сфорца (* 1407, Котиньола; † декември 1451, Павия), кондотиер на армиите на брат му Франческо, управлява владенията му в Кралство Неапол от 1432 г., губернатор на Асколи, господар на Фабриано и Терамо; ∞ 1419 за Лавиния Лавело
- Алесандро Сфорца (* 29 октомври 1409, Котиньола; † 3 април 1473, Пезаро), господар на Пезаро, Градара и Кастелнуово, велик конетабъл на Неаполитанското кралство; ∞ 1. за Костанца да Варано (* 1426, † 1447), поетеса, от която има 2 сина ∞ 2. за Звева да Монтефелтро (* 1434, Урбино; † 8 септември 1478, Пезаро), игуменка и блажена, от която няма деца
- Орсола Сфорца (* 1411, Котиньола; † ок. 1460), монахиня кларисинка

След 1411 г. тя се омъжва за Марко да Фолиано от благородническата фамилия от Реджо, който е на служба при Муцио Атендоло Сфорца и от когото произлиза родът Сфорца-Фолиани. Родени са три деца:
- Корадо да Фолиано (* ок. 1420, † 1470), кондотиер в службата на Франческо Сфорца, родоначалник на клона Фолиани Сфорца д'Арагона, маркиз на Вигицоло; ∞ за Габриела Гондзага, извънбрачна дъщеря на Лудовико III Гондзага, втори маркиз на Мантуа, от която има две деца[2]
- Риналдо да Фолиано (* сл. 1411, † 1445), на служба при Франческо Сфорца и губернатор на Асколи[3]
- Бона Катерина да Фолиано, ∞ за Троило де Муро от Росано[3]

Лучия живее последните години от живота си в Милано в двора на сина си Франческо Сфорца.